# Altamont, Missouri
Altamont är en ort i Daviess County i delstaten Missouri, USA.